# 魯昭公

连环画《二桃杀三士》中的鲁昭公画像

魯昭公（？—前510年），姬姓，名稠，魯国之二十四代君主。前542年即位。

## 生平
前517年，魯昭公嘗試與季平子政治角力，演變成「鬥雞之變」。鲁昭公伐季孙氏，但大败，逃到齐国，鲁国没有另立新君。齐国攻占鲁国的郓，让鲁昭公居住。后来鲁昭公去晋国求助，到乾侯时，郓被鲁国收复，昭公只能留在乾侯。前510年，昭公死。
- 在位期間執政為季孫宿、叔孫婼、仲孫貜。
- 魯昭公二十三年（前519年），叔孫昭子將魯政讓位給季孫意如。
- 鬥雞之變後，在位期間執政為仲孫何忌、叔孫不敢。

鲁昭公在晋国边邑千侯逝世后，运回鲁国安葬。他之前的鲁桓公、魯莊公等八位鲁国国君，俱按照埋葬周天子的礼仪法规安葬于阚城。当时篡权的季氏大夫将魯昭公埋在诸公墓道南（外），不符合礼法。大夫驾鹅曾加以谏止。孔子任司寇时，在昭公墓南侧和东西两侧开掘一条U形沟堑，意为聚合鲁昭公遗散在外的神灵，使之与诸公墓神灵相沟通。后世称之为孔子沟。其墓与鲁国诸公墓合称为鲁九公墓:89，在今济宁市境内。

## 家庭

### 兄弟
- 子野
- 魯定公

### 妻妾
- 孟子，吴国人。鲁哀公十二年五月卒。

### 子
- 公衍
- 公為
- 公果
- 公賁